# Christoph Feurstein

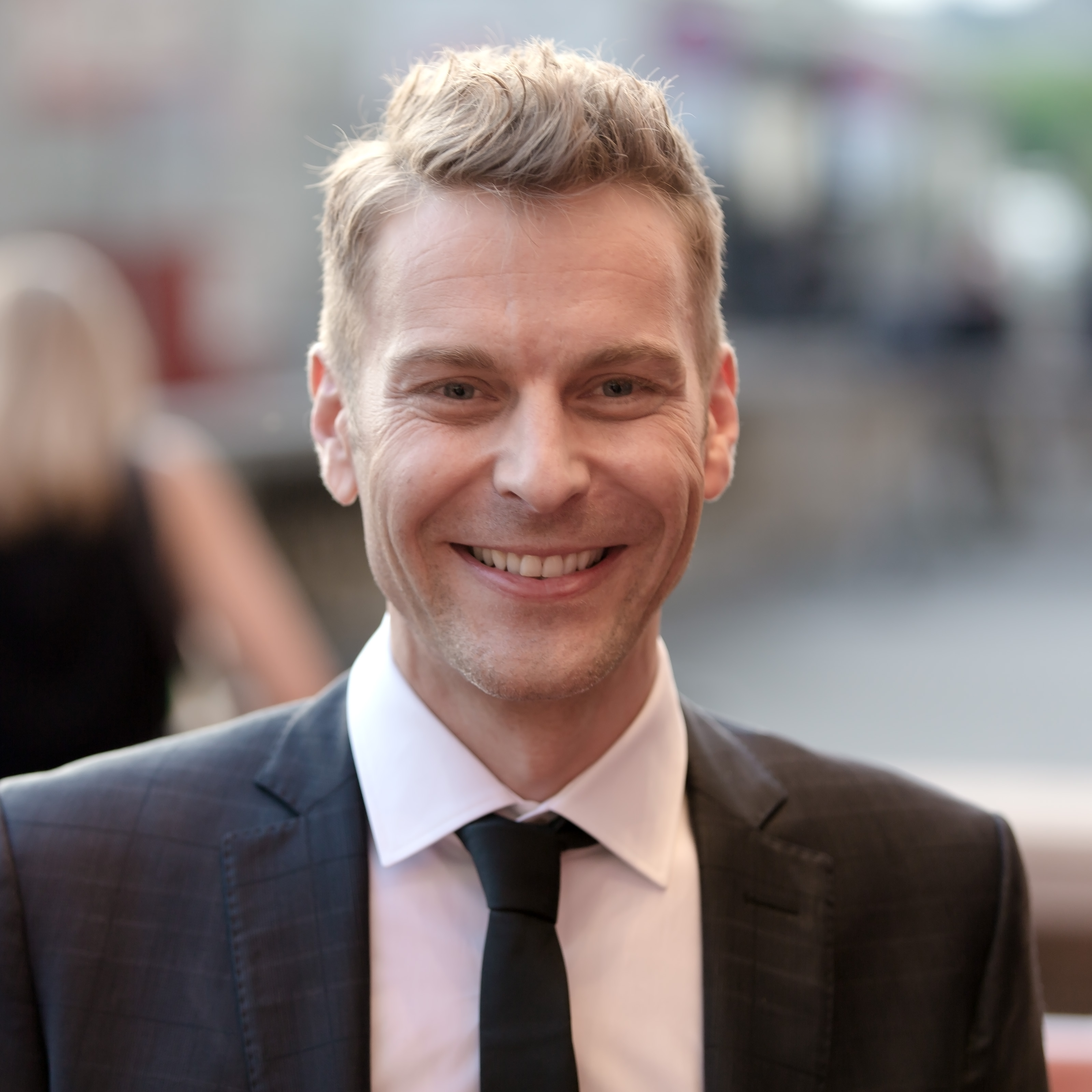
Christoph Feurstein (2015)

Christoph Feurstein (* 8. Mai 1972 in Schruns im Montafon, Vorarlberg) ist ein österreichischer Journalist und Fernsehmoderator.

## Leben
Nach seiner Matura 1990 studierte Christoph Feurstein bis 1995 Germanistik und Theaterwissenschaft an der Universität Wien. Daneben war er als Regieassistent bei der freien Theatergruppe W.U.T tätig. Des Weiteren wirkte er bei X-Large, einem Jugendmagazin des ORF, mit. Danach gestaltete er weitere Dokumentationen für die ORF-Sendereihen emotion, City-Guide und nitebox. Bei letzterer war er auch als Regisseur tätig.
Von 1997 bis 2000 war Feurstein als Redakteur und Gestalter für Thema – ein gesellschaftspolitisches Magazin des ORF – tätig. Ab Februar 2001 vertrat er Barbara van Melle in der Moderation dieser Sendung. Von Oktober 2002 bis Dezember 2004 präsentierte er im wöchentlichen Wechsel mit Miriam Hie 25 – Das Magazin. Seit dem 1. Jänner 2005 berichtet und gestaltet er wieder bei Thema. Im September 2005 moderierte Christoph Feurstein die Reihe Mystery.
Nachdem er bereits bei Thema im Jahr 1998 über die Entführung von Natascha Kampusch berichtet hatte und auch während der Suche nach der Vermissten in ständigem Kontakt mit ihrer Familie gewesen war, konnte Feurstein am 5. September 2006 das zweite Interview mit Natascha Kampusch nach ihrer Flucht führen. Auch in den ersten Monaten nach der Flucht hatte Feurstein zahlreiche Möglichkeiten, Kampusch zu interviewen und Vertrauen zu ihr aufzubauen.

## Reportagen
- Thema Spezial – Die heutige Jugend!
- Natascha Kampusch – Ein Jahr danach
- Dokumentation „Der Fall Natascha Kampusch“
- Natascha Kampusch – Das erste Interview
- Die Angst im Nacken
- Der Fall Iris Maria
- Die Stunde der Stars
- Tod im Schnee
- Der Tag an dem die Welt den Atem anhielt – Tschernobyl
- Tage des Terrors
- Zwischen den Welten
- Kinder hinter Gittern
- Nicht ohne meine Kinder
- Der Fall Iris S.
- Im Namen der Ehre
- Ecstasy – Zur Hölle und zurück
- Angeklagt Teil III
- Angeklagt Teil II
- Angeklagt
- Harter Einsatz
- Operation white box

## Auszeichnungen
- 1998: Österreichischer Staatspreis für journalistische Leistungen im Interesse der Jugend für Jugendkult Satanismus
- 1999: Österreichischer Volksbildungspreis für Der Fall Gross
- 2007: Karl-Renner-Publizistikpreis des Österreichischen Journalisten Clubs (ÖJC) für seine langjährige Berichterstattung im Fall Natascha Kampusch
- 2007: Goldene Romy für sein Interview mit Natascha Kampusch
- 2007: CNN Journalist Award für seine Sondersendung zum 20. Jahrestag der Atomkatastrophe von Tschernobyl
- 2012: Journalistenpreis Integration
- 2014: Cannes Corporate Media & Tv Award
- 2014: Prälat-Leopold-Ungar-JournalistInnenpreis
- 2018: Fernsehpreis der Österreichischen Erwachsenenbildung 2017 für die Thema-Reportage Hass im Internet gemeinsam mit Oliver Rubenthaler[1][2]

## Bücher
- 2008: (ein)geprägt. eingeprägt: Täter – Opfer – Menschen. 10 Porträts. Verlag Carl Ueberreuter, Wien, ISBN 978-3-8000-7385-6.